# Varga Gábor (politikus)
Varga Gábor (Sárbogárd, 1968. január 8. – ) magyar történelem-földrajzszakos általános iskolai tanár, közoktatási vezető, politikus; 2010. május 14. óta a Fidesz – Magyar Polgári Szövetség országgyűlési képviselője.

## Életrajz
A sárbogárdi Petőfi Sándor Gimnáziumban maturált. 1993-ban az Eötvös Loránd Tudományegyetem Tanárképző Főiskolai Karán történelem-földrajzszakos általános iskolai tanár végzettséget szerzett. 2002-ben a Budapesti Műszaki és Gazdaságtudományi Egyetem Gazdaság- Társadalomtudományi Karán közoktatási vezető képzettséget szerzett.
2002-ben lépett be a cecei Fidesz – Magyar Polgári Szövetség pártba. 2002 és 2014 között Cece polgármestere. 2006 és 2010 között a Fejér Megyei Önkormányzat megyei közgyűlésének képviselője.
2010. május 14. óta a Fidesz – Magyar Polgári Szövetség országgyűlési képviselője a Fejér vármegyei (2022-ig: megyei) 5. számú országgyűlési egyéni választókerületben. 2014. május 6. és 2014. július 3. között a Fidesz – Magyar Polgári Szövetség frakcióvezető-helyettese.
2010. május 14. és 2014. május 5. között a Fogyasztóvédelmi bizottság tagja. 2011. április 19. és 2014. május 5. között a Fogyasztóvédelmi bizottság Élelmiszer-biztonsági albizottságának tagja. 2014. május 6. óta a Fenntartható fejlődés bizottságának tagja. 2014. szeptember 17. óta a Fenntartható fejlődés bizottsága Természeti erőforrások fenntartható használata albizottságának elnöke.